# Jędrzejowski
Jędrzejowski là một huyện thuộc tỉnh Świętokrzyskie của Ba Lan. Huyện có diện tích 1257 km². Đến ngày 1 tháng 1 năm 2011, dân số của huyện là 88357 người và mật độ 70 người/km².